# Babaroga
Babaroga je četrta glasbena zgoščenka srbske pop-folk pevke Svetlane Ražnatović - Cece, ki je bila objavljena junija 1991, v založbeni hiši  PGP RTB. 
Pesem Volim te je postala najbolj popularna uspešnica z albuma, ki jo pevka poje tudi dandanes, na vseh svojih turnejah. 
Album je izšel v štirih različicah: na kaseti, na LP plošči ter na CD-ju, leta 2013 pa tudi v digitalni različici.
To je bil obenem tudi zadnji pevki album, ki je bil posnet za beograjsko hišo PGP RTB.

## Seznam skladb
| Št.             | Naslov                      | Besedilo        | Glasba          | Dolžina |
| --------------- | --------------------------- | --------------- | --------------- | ------- |
| 1.              | „Babaroga‟                  | D. Ivanković    | D. Ivanković    | 4:39    |
| 2.              | „Volim te‟                  | I. Tadić        | D. Ivanković    | 4:00    |
| 3.              | „Izbriši, vetre, trag‟      | S. Spasić       | M. A. Kemiš     | 3:54    |
| 4.              | „Hej, vršnjaci‟             | M. B. Tršić     | D. Ivanković    | 3:35    |
| 5.              | „Sto put' sam se zaklela‟   | D. Ivanković    | D. Ivanković    | 2:50    |
| 6.              | „Da si nekad do bola voleo‟ | M. Nikolić      | D. Ivanković    | 4:44    |
| 7.              | „Ne kuni, majko‟            | V. Mićović      | D. Ivanković    | 4:13    |
| 8.              | „Bivši‟                     | D. Stodić       | D. Ivanković    | 4:07    |
| 9.              | „Mokra trava‟               | M. Zeković      | M. A. Kemiš     | 3:14    |
| Skupna dolžina: | Skupna dolžina:             | Skupna dolžina: | Skupna dolžina: | 35:16   |

## Promocija zgoščenke
Pevka je posnela sedem videospotov, in sicer za pesmi: Babaroga, Volim te, Hej vršnjaci, Izbriši vetre trag, Sto put' sam se zaklela, Mokra trava in Ne kuni majko. 
Nekaj mesecev po izidu zgoščenke je Ceca objavila videokaseto (VHS) z videospoti in televizijskimi izvedbami nekaterih pesmi (Babaroga (videokaseta)). 
Koncertna promocija zgoščenke se je zgodila na prvi jugoslovanski turneji, leta 1993.

## Zgodovina objave zgoščenke
| Država      | Datum       | Založba | Oblika     |
| ----------- | ----------- | ------- | ---------- |
| Jugoslavija | junij, 1991 | PGP RTB | CD, MC, LP |

## Naklada
Četrti Cecin album je dosegel dve nakladi: LP plošča "diamantsko" naklado (po standardih založbene hiše PGP RTB, je to pomenilo najmanj 200 tisoč prodanih izvodov), MC kaseta pa "platinasto" (po standardih založbene hiše PGP RTB, je to pomenilo najmanj 100 tisoč prodanih izvodov).  

## Uspeh na glasbenih lestvicah
| Lestvice (1991)              | Mesto |
| ---------------------------- | ----- |
| Folk top 20 (sarajevski Ven) | 1     |

## Uspeh na portalu YouTube
Celoten album je bil leta 2013 objavljen na pevkini uradni YouTube strani. Pesemi trenutno štejejo milijonske oglede. (avgust 2019)